# The Wife (film, 2017)
Pour les articles homonymes, voir The Wife.
Pour plus de détails, voir Fiche technique et Distribution.
The Wife est un film américano-britannico-suédois réalisé par Björn Runge, sorti en 2017.

## Synopsis
Lorsqu'un auteur américain, Joseph Castelman, remporte le prix Nobel de littérature, de nombreux secrets sur l'influence de sa femme, Joan, sur son œuvre vont être révélés.

## Fiche technique
- Titre : The Wife
- Réalisation : Björn Runge
- Scénario : Jane Anderson d'après le roman de Meg Wolitzer
- Musique : Jocelyn Pook
- Photographie : Ulf Brantås
- Montage : Lena Runge

- Pays d'origine :  États-Unis -  Royaume-Uni -  Suède
- Genre : drame
- Date de sortie : 2017

## Distribution
- Glenn Close (VF : Annie Sinigalia) : Joan Castleman
  - Annie Starke : Joan Castleman jeune
- Jonathan Pryce (VF : Jean-Luc Kayser) : Joseph « Joe » Castleman
  - Harry Lloyd (VF : Alexis Ballesteros) : Joseph « Joe » Castleman jeune
- Max Irons (VF : Théo Frilet) : David Castleman
- Christian Slater (VF : Damien Boisseau) : Nathaniel Bone
- Elizabeth McGovern : Elaine Mozell
- Johan Widerberg : Walter Bark
- Karin Franz Körlof : Linnea
- Richard Cordery : Hal Bowman
- Morgane Polanski : Smithie Girl Lorraine
- Peter Forbes (VF : Philippe Peythieu) : James Finch

Version française sur RS-Doublage

## Distinctions

### Récompense
- Golden Globes 2019 : Meilleure actrice dans un film dramatique pour Glenn Close

### Nomination
- Oscars 2019 : Meilleure actrice dans un drame pour Glenn Close